# Молинето (Бреша)
Молинето је насеље у Италији у округу Бреша, региону Ломбардија.
Према процени из 2011. у насељу је живело 8392 становника. Насеље се налази на надморској висини од 143 м.